# Теллингштедт
Теллингштедт (нем. Tellingstedt) — община в Германии, в земле Шлезвиг-Гольштейн. 
Входит в состав района Дитмаршен. Подчиняется управлению КЛьГ Теллингштедт.  Население составляет 2477 человек (на 31 декабря 2010 года). Занимает площадь 21,1 км².
Коммуна подразделяется на 4 сельских округа.